# 斯莫倫斯克海峽

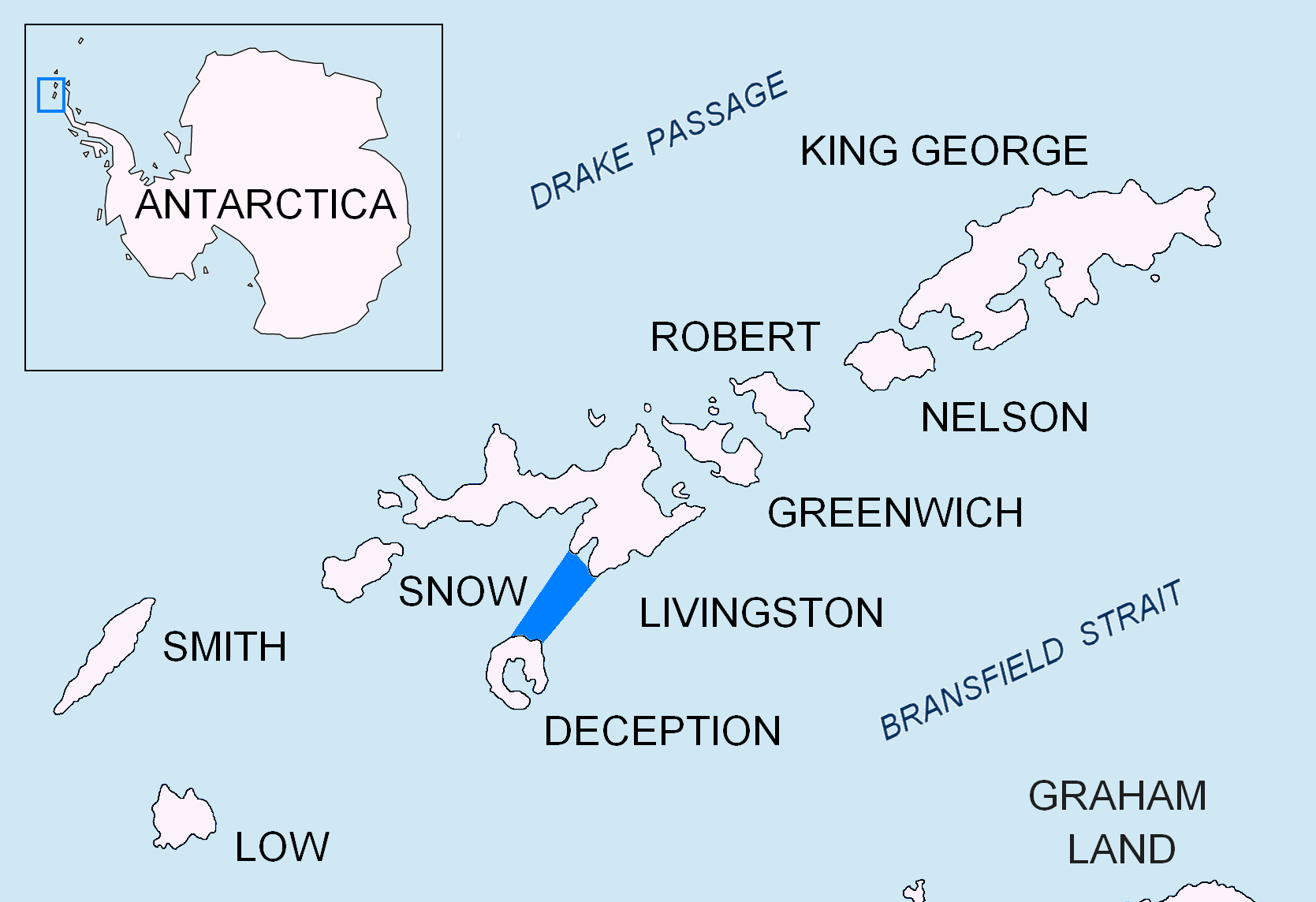

斯莫倫斯克海峽是南極洲的海峽，位於南設得蘭群島，分隔欺骗岛和利文斯頓島的羅任半島，寬18.4公里，現時由南極條約體系管理。
62°49′45″S 60°26′00″W / 62.82917°S 60.43333°W